# Casa Blackwell
La Casa Blackwell  es una casa histórica ubicada en Nueva York, Nueva York. La Casa Blackwell se encuentra inscrita en el Registro Nacional de Lugares Históricos desde el 25 de febrero de 1972.  

## Ubicación
La Casa Blackwell se encuentra dentro del condado de Nueva York en las coordenadas 40°45′38″N 73°57′05″O / 40.760556, -73.951389.